# Eberhard V de Nordgau
Eberhard V fue conde de Nordgau y miembro de la línea de los Eberhardiner, una rama de la familia noble de los Eticónidas.

## Biografía
Eberhard V, hijo mayor de Hugo II, se encuentra documentado como conde de Nordgau entre los años 986-1016. 
Este príncipe obtiene del emperador Otón III varios diplomas a favor de la abadía de Altdorf, fundada por su padre, y situada in provincia Alsacia impago a quoque Nortgeuui quod dicitur Altorf.
Su nombre también se menciona una carta del mismo emperador confirmando derechos para la abadía de Peterlingen en duas villas in Alsazia sitas…Columbra in comitatu Liutfridi comitis…Hittinheim in comitatu Eberhardi comitis, en una carta fechada 25 de octubre de 986.
Otros tres diplomas de Otón III otorgando derechos a la abadía de Selz, fechados en 992 y 994, también mencionan al conde Eberhard. 
Bajo el reinado de este mismo emperador, aparece nuevamente en un diploma otorgado para la abadía de Lorsch y fechado 11 de junio del año 1000: ... in comitatu Eberhardi comitis, et in pago Helisaze
También en varios documentos de Enrique II, en un diploma del 1 de julio de 1004: ... in pago Alsatia in comitatu Eberhardi in ipsa villa monssterii quod dicitur Antilaha; y en dos diplomas del año 1016, uno para la abadía de Schuttern, sin fecha: ... sex mansos in villa que dicitur Blabodesheim in comitatu Eberhardi in pago Alsatia cum omnibus suis pertinentiis y por otra parte, finalmente, en un diploma del 17 de octubre de 1016 para la abadía de Prüm: Cuius peticioni ceterorumque nostrorum fidelium sibi comprecantium, hoc est ... comitumque ... Eberhardi...
También en el sur defiende Eberhard V las reivindicaciones de su linaje. Así choca como usurpador de la abadía de Lüders (ab Eberhardo comite iniuste sibi usurpatumen) con los intereses del rey Enrique II, que lo despoja de nuevo de la abadía, como antiguamente había intervenido de manera enérgica Otón I contra las pretensiones de su abuelo Eberhard IV y su hermano Hugo. El documento está fechado el 21 de junio de 1016, en Kembs.

## Descendencia
Como esposa de Eberhard V se presenta una mujer de origen desconocido llamada Berta, y que aparece mencionada en la crónica Notitiæ Altorfenses como Bertha comitissa uxor Eberhardi, en relación con una donación que hizo a la Catedral de Estrasburgo. No se conoce descendencia de Eberhard V, más bien su hermano Hugo IV toma después de él todos sus derechos.